# Premierzy Zimbabwe
Stanowisko Premiera Republiki Zimbabwe istniało w latach 1980–1987, po uzyskaniu przez państwo niepodległości. Zajmował je wówczas Robert Mugabe. W 1987 urząd został zlikwidowany, a szefem państwa i rządu został prezydent Zimbabwe.
Urząd premiera Zimbabwe został przywrócony na mocy porozumienia podpisanego 15 września 2008. Porozumienie kończyło, toczące się od końca lipca 2008, negocjacje polityczne między Mugabe a partią Morgana Tsvangirai po sfałszowanych wyborach prezydenckich z czerwca 2008. 5 lutego 2009 obie izby parlamentu przyjęły jednogłośnie poprawkę do konstytucji, przywracającą stanowisko premiera. Morgan Tsvangirai objął urząd szefa rządu 11 lutego 2009.
Kompetencje premiera zostały uszczuplone w porównaniu z poprzednim okresem. Premier, zgodnie z nowymi przepisami, kierował pracami rady ministrów, był także wiceszefem gabinetu (szefem gabinetu pozostał prezydent). Był również członkiem Rady Bezpieczeństwa Narodowego.
W następstwie wygranej ZANU-PF w wyborach generalnych w lipcu 2013, 11 września 2013 urząd został ponownie zniesiony.

## Lista premierów Zimbabwe
| Osoba                                                | Osoba   | Osoba                         | Kadencja         | Kadencja         | Partia polityczna |
| #                                                    | Portret | Imię i nazwisko               | Od               | Do               | Partia polityczna |
| ---------------------------------------------------- | ------- | ----------------------------- | ---------------- | ---------------- | ----------------- |
| 1                                                    |         | Robert Mugabe (1924–2019)     | 18 kwietnia 1980 | 31 grudnia 1987  | ZANU              |
| od 31 grudnia 1987 do 11 lutego 2009 urząd zniesiony |         |                               |                  |                  |                   |
| 2                                                    |         | Morgan Tsvangirai (1952–2018) | 11 lutego 2009   | 11 września 2013 | MDC               |
| od 11 września 2013 urząd zniesiony                  |         |                               |                  |                  |                   |